# Liga Feto Timor de 2021 - Segunda Divisão
A Liga Feto Timor - Segunda Divisão de 2021 foi a 1ª edição oficial do segundo nível do Campeonato Timorense de Futebol Feminino. Foi organizada pela Federação de Futebol de Timor-Leste e contou com 6 equipas participantes.
A primeira partida da temporada foi realizada em 19 de agosto. Todos os jogos foram realizados no Estádio Municipal de Díli.

## Sistema de Disputa
Este ano, o campeonato foi reestruturado, com as 11 equipas participantes da liga sendo divididas em duas divisões, de acordo com seu desempenho na edição de 2020. A primeira divisão da nova Liga Timorense de Futebol Feminino conta com apenas 5 times, enquanto a segunda divisão tem 6 equipas.
Os times jogam entre si em turno e returno. A equipa campeã será aquela que somar mais pontos ao final do cronograma de partidas, e estará promovida para a primeira divisão.

### Critérios de desempate
Ocorrendo igualdade em pontos ganhos entre 2 (dois) ou mais clubes aplicam-se, sucessivamente, os seguintes critérios técnicos de desempate:
- a) resultado do confronto direto
- b) maior saldo de gols
- c) maior número de gols marcados

## Equipes Participantes
Participaram da segunda divisão as 6 equipas piores colocadas na edição de 2020 da liga.
| Time         | Município |
| ------------ | --------- |
| Baucau FC    | Baucau    |
| Maudoko FC   | Baucau    |
| Nain Feto FC | Díli      |
| São José FC  | Díli      |
| Unital FC    | Díli      |
| VDL FC       | Díli      |

## Classificação
| # | Equipa        | J | V | E | D | GP | GC | SG  | Pts | Classificação                         |
| - | ------------- | - | - | - | - | -- | -- | --- | --- | ------------------------------------- |
| 1 | Baucau FC (C) | 5 | 5 | 0 | 0 | 35 | 2  | +33 | 15  | Promovidas para 1ª Divisão de 2022-23 |
| 2 | VDL           | 5 | 4 | 0 | 1 | 25 | 3  | +22 | 12  | Salvas                                |
| 3 | Maudoko       | 5 | 3 | 0 | 2 | 21 | 5  | +16 | 9   | Salvas                                |
| 4 | Unital FC     | 5 | 1 | 1 | 3 | 4  | 14 | −10 | 4   | Salvas                                |
| 5 | Nain Feto     | 5 | 1 | 1 | 3 | 5  | 20 | −15 | 4   | Salvas                                |
| 6 | São José FC   | 5 | 0 | 0 | 5 | 2  | 48 | −46 | 0   | Salvas                                |

Última atualização em 9 de novembro de 2021
Fonte: [carece de fontes?]
Regras para classificação: 1º pontos; 2º saldo de gols; 3º gols pró.
(C) = Campeão; (R) = Rebaixado; (P) = Promovido; (O) = Vencedor do play-off; (A) = Classificado para a próxima fase. 
Somente aplicável se a temporada não tiver terminado: 
(Q) = Classificado para a fase do torneio indicada; (TQ) = Classificado para o torneio, mas não para a fase indicada; (DQ) = Desclassificado do torneio.

## Premiação
| Liga Timorense de Futebol Feminino de 2021 - Segunda Divisão |
| Timor-Leste                                                  |
| ------------------------------------------------------------ |
| Baucau FC Campeã (1º título)                                 |

## Ligações Externas
- Liga Timorense de Futebol Feminino - Página oficial no Facebook